# موريتز جيجر
موريتز جيجر (بالألمانية: Moritz Geiger)‏ (و. 1880 – 1937 م) هو فيلسوف، وأستاذ جامعي من ألمانيا، والولايات المتحدة، ولد في فرانكفورت، توفي في مين، عن عمر يناهز 57 عاماً.

## التعليم
تعلم في جامعة لودفيغ ماكسيميليان في ميونخ، وجامعة غوتينغن، وجامعة لايبتزغ.

## روابط خارجية
- موريتز جيجر على موقع الموسوعة البريطانية (الإنجليزية)